# Andrea Corradi

Stemma primitivo della famiglia Corradi-Gonzaga sino al 1328

Andrea Corradi (o Corradi da Gonzaga) (... – Mantova, 1458 circa) è stato un notaio italiano.

## Biografia
Era figlio di Abramino, a sua volta figlio naturale di Petrozano (?-1348?) di Guido Corradi e di Bonacura. Dal 1407, si distinse come notaio e procuratore in molte cause dei Gonzaga, signori di Mantova. Nel 1439 sottoscrisse il testamento di Giovanni Gonzaga (?-1439), uomo d'armi e figlio di Francesco I Gonzaga, signore di Mantova.

## Discendenza
Andrea sposò nel 1430 circa Giacoma Madochia ed ebbero tre figli:
- Venceslao (?-1496 ca.), notaio dal 1430, nel 1451 fu podestà di Castenuovo di Tortona, nel 1467 vicario di Volta Mantovana, nel 1470 podestà di Ostiglia e nel 1478 castellano di Marcaria;
- Annibale, dal 1435 iscritto al collegio dei giudici e marito di Lucia Giudice;
- Gianmichele.